# Anolis cryptolimifrons
Anolis cryptolimifrons (аноліс Маєрса) — вид ігуаноподібних ящірок родини анолісових (Dactyloidae). Мешкає в Коста-Риці і Панамі.

## Опис
Anolis cryptolimifrons мешкають на південному сході Коста-Рики та на північному заході Панами, зокрема на островах Бокас-дель-Торо. Вони живуть у вологих рівнинних тропічних лісах, на висоті до 250 м над рівнем моря.